# Qulleq (Band)
Qulleq („Tranlampe“) war eine grönländische Rockband.

## Geschichte
Qulleq wurde eigentlich bereits 1985 von Peter Møller Lynge aus Aasiaat gegründet, wurde aber erst in Grönland bekannt, als 1997 das erste Album Ilissinnut mit Nina Kreutzmann Jørgensen als Frontsängerin erschien. Mit veränderter Besetzung erschienen 1998 und 1999 zwei weitere Alben. 2000 erhielt Peter Møller Lynge stellvertretend für Qulleq einen Koda Award. Die Band gab drei Alben mit Nina als Frontsängerin heraus, bevor sie die Band verließ. Mit der Sängerin Lena Johnsen Reimer erschien ein weiteres Album, bevor Peter Møller Lynge Qulleq 2010 auflöste.

## Diskografie (Alben)
- 1997: Ilissinnut („Für euch“)
- 1998: Silarsuarmut Tikilluarit („Willkommen auf der Welt“)
- 1999: Misigissutsit („Gefühle“)